# A szomszéd kakas
A szomszéd kakas a Frakk, a macskák réme című rajzfilmsorozat második évadjának negyedik része.

## Cselekmény
Frakkban felébred a vadászösztön, ám Károly bácsi már öreg ahhoz, hogy vadászni vigye. Frakk így egyre nyugtalanabb lesz, majd vadászhatnékját a szomszéd kakasán vezeti le: kicsit megszorongatja és ha a tyúkok nem lépnek közbe időben, talán meg is fojtja. A két aljas macska ezt látva megzsarolja a kutyát, ha nem adja át nekik esténként a párnáját és a napi kolbászadagját, akkor elárulják Károly bácsinak, aki ezért büntetésből biztosan a pincébe zárja majd. Frakk engedelmeskedik és emiatt egyre soványabb lesz. Gazdája gyanakodni kezd, hogy valami nincs rendben, ezért kifigyeli az ebet. Meglátja, hogy a kolbászt, amit korábban kapott, a két macskának adja. Miután kérdőre vonja a kutyáját, Frakk mindent beismer. Károly bácsi felnevet és azt mondja, bár jobban megszorongattad volna, hiszen napok óta nem tudok aludni miatta! És még egy extra kolbászt is ad kedvencének. Frakk, miután megszabadult a büntetés rémképétől, üldözőbe veszi a két zsarolót, hogy bosszút álljon rajtuk...

## Alkotók
- Rendezte: Cseh András
- Írta: Bálint Ágnes
- Zenéjét szerezte: Pethő Zsolt
- Hangmérnök: Bársony Péter
- Vágó: Czipauer János
- Tervezte: Várnai György
- Háttér: Szálas Gabriella
- Asszisztens: Spitzer Kati
- Színes technika: Dobrányi Géza, Fülöp Géza
- Felvételvezető: Dreilinger Zsuzsa
- Gyártásvezető: Magyar Gergely Levente
- Produkciós vezető: Gyöpös Sándor, Kunz Román

Készítette a Magyar Televízió megbízásából a Pannónia Filmstúdió

## Szereplők
- Frakk: Szabó Gyula
- Lukrécia: Schubert Éva
- Szerénke: Váradi Hédi
- Károly bácsi: Rajz János
- Irma néni: Pártos Erzsi
- Szomszéd tyúkok: Hacser Józsa, Szécsi Vilma
- Szomszéd kakas: Zách János